# Mihai Tălpeanu
Mihai Tălpeanu (n. 28 iunie 1946, Blaj) este un politician român, primar al municipiului Cluj-Napoca între anii 1990-1991 numit de FSN.
În data de 10 octombrie 1991 l-a înlocuit în Senat pe Vasile-Victor Aileni, ales în 1990 în județul Cluj pe lista FSN.

## Cariera politică
În perioada comunistă a fost director al CUG Cluj.
În anul 2008 a candidat pentru un mandat de senator din partea formațiunii PNG-CD, condusă de Gigi Becali.

## Legături externe
- Mihai ȚĂLPEANU - Sinteza activitatii parlamentare în legislatura 1990-1992[nefuncțională – arhivă]